# Twierdzenie Hyersa-Rassiasa-Gajdy
Twierdzenie Hyersa-Rassiasa-Gajdy – twierdzenie teorii równań funkcyjnych będące (częściową) odpowiedzią na poniższy problem Ulama.

## Problem Ulama
Niech {\displaystyle G_{1}} będzie grupą i niech {\displaystyle G_{2}} będzie grupą z określoną w niej metryką {\displaystyle d.} Czy jeżeli dla każdego {\displaystyle \varepsilon >0} istnieje {\displaystyle \delta >0} takie, że jeśli odwzorowanie {\displaystyle h\colon G_{1}\to G_{2},} spełnia warunek
{\displaystyle d(h(xy),h(x)h(y))<\delta } dla {\displaystyle x,y\in G_{1},}
to istnieje homomorfizm {\displaystyle H\colon G_{1}\to G_{2}} spełniający warunek
{\displaystyle d(h(x),H(x))<\varepsilon } dla {\displaystyle x\in G_{1}}?

## Twierdzenie Hyersa-Rassiasa-Gajdy
Niech {\displaystyle E} będzie rzeczywistą przestrzenią unormowaną oraz {\displaystyle F} rzeczywistą przestrzenią Banacha. Jeśli {\displaystyle f\colon E\to F} spełnia warunek
{\displaystyle \bigvee _{p\in [0,\infty )\setminus \{1\}}\bigwedge _{x,y\in E}\|f(x+y)-f(x)-f(y)\|_{F}\leqslant \theta (\|x\|_{E}^{p}+\|y\|_{E}^{p}),}
to istnieje dokładnie jedna addytywna funkcja {\displaystyle c\colon E\to F,} że
{\displaystyle \|f(x)-c(x)\|_{F}\leqslant {\frac {2\theta }{|2-2^{p}|}}\|x\|_{E}^{p}\;{}} dla {\displaystyle {}\;x\in E.}